# Квинт Плавций
Квинт Плавций (на латински: Quintus Plautius) e римски политик и сенатор на ранната Римска империя.

## Биография
Произлиза от фамилията Плавции. Той е син на Авъл Плавций (консул 1 пр.н.е.) и Вителия, далечна леля на император Вителий. Брат е на Авъл Плавций (суфектконсул 29 г. и завоювател на Британия) и на Плавция (съпруга на Публий Петроний и майка на Петрония, съпругата на император Вителий).
През 36 г. е консул заедно със Секст Папиний Алений.
Квинт Плавций е баща на Плавций Латеран.